# William Batchelder Greene
Pour les articles homonymes, voir William Greene (homonymie) et Greene.
 (février 2024).
La mise en forme du texte ne suit pas les recommandations de Wikipédia : il faut le « wikifier ».
Les points d'amélioration suivants sont les cas les plus fréquents. Le détail des points à revoir est peut-être précisé sur la page de discussion.
- Les titres sont pré-formatés par le logiciel. Ils ne sont ni en capitales, ni en gras.
- Le texte ne doit pas être écrit en capitales (les noms de famille non plus), ni en gras, ni en italique, ni en « petit »…
- Le gras n'est utilisé que pour surligner le titre de l'article dans l'introduction, une seule fois.
- L'italique est rarement utilisé : mots en langue étrangère, titres d'œuvres, noms de bateaux, etc.
- Les citations ne sont pas en italique mais en corps de texte normal. Elles sont entourées par des guillemets français : « et ».
- Les listes à puces sont à éviter, des paragraphes rédigés étant largement préférés. Les tableaux sont à réserver à la présentation de données structurées (résultats, etc.).
- Les appels de note de bas de page (petits chiffres en exposant, introduits par l'outil «  Source ») sont à placer entre la fin de phrase et le point final[comme ça].
- Les liens internes (vers d'autres articles de Wikipédia) sont à choisir avec parcimonie. Créez des liens vers des articles approfondissant le sujet. Les termes génériques sans rapport avec le sujet sont à éviter, ainsi que les répétitions de liens vers un même terme.
- Les liens externes sont à placer uniquement dans une section « Liens externes », à la fin de l'article. Ces liens sont à choisir avec parcimonie suivant les règles définies. Si un lien sert de source à l'article, son insertion dans le texte est à faire par les notes de bas de page.
- La présentation des références doit suivre les conventions bibliographiques. Il est recommandé d'utiliser les modèles {{Ouvrage}}, {{Chapitre}}, {{Article}}, {{Lien web}} et/ou {{Bibliographie}}. Le mode d'édition visuel peut mettre en forme automatiquement les références.
- Insérer une infobox (cadre d'informations à droite) n'est pas obligatoire pour parachever la mise en page.

Pour une aide détaillée, merci de consulter Aide:Wikification.
Si vous pensez que ces points ont été résolus, vous pouvez retirer ce bandeau et améliorer la mise en forme d'un autre article.
William Batchelder Greene (4 avril 1819 – 30 mai 1878) était un ministre unitarien, soldat, promoteur du principe de la banque libre aux États-Unis. Membre de la Première Internationale , il devient anarchiste individualiste tardivement . 

## Biographie
Né à Haverhill, Massachusetts, Greene était le fils du journaliste démocrate et maître de poste de Boston Nathaniel Greene. Il fut nommé à l'Académie militaire de West Point du Massachusetts en 1835, mais il la quitta avant d'obtenir son diplôme. Il fut nommé sous-lieutenant dans la 7e infanterie en juillet 1839 et après avoir servi dans la Seconde guerre séminole, il démissionna en novembre 1841. Par la suite, il fut lié au mouvement utopique de George Ripley à Brook Farm, après quoi il rencontra plusieurs transcendantalistes dont Orestes Brownson, Elizabeth Peabody et Ralph Waldo Emerson .
Selon James J. Martin dans Men Against the State, Greene n'est devenu un « anarchiste à part entière » que dans la dernière décennie de sa vie, mais ses écrits montrent qu'en 1850, il avait articulé un mutualisme chrétien, en s'inspirant fortement des écrits de Pierre Leroux, parfois antagoniste de Pierre-Joseph Proudhon (voir Equality ; 1849 et Mutual Banking ; 1850), écrivant dans The Radical Deficiency of Existing Circulated Medium (1857) :
« The existing organization of credit is the daughter of hard money, begotten upon it incestuously by that insufficiency of circulating medium which results from laws making specie the sole legal tender. The immediate consequences of confused credit are want of confidence, loss of time, commercial frauds, fruitless and repeated applications for payment, complicated with irregular and ruinous expanses. The ultimate consequences are compositions, bad debts, expensive accommodation-loans, law-suits, insolvency, bankruptcy, separation of classes, hostility, hunger, extravagance, distress, riots, civil war, and, finally, revolution. The natural consequences of mutual banking are, first of all, the creation of order, and the definitive establishment of due organization in the social body, and, ultimately, the cure of all the evils. which flow from the present incoherence and disruption in the relations of production and commerce. »
Dans son pamphlet radical, publié anonymement, Equality, Greene disait à propos de l'égalité devant la loi : « Il est juste que les personnes soient égales devant la loi : mais lorsque nous avons établi l'égalité devant la loi, notre travail n'est qu'à moitié terminé. Nous devrions aussi avoir des LOIS ÉGALES". Ses commentaires visaient la création de sociétés .
Greene a passé ses derniers jours dans le Somerset, en Angleterre. Ses restes ont été transportés à Boston pour être enterrés à Forest Hills, Roxbury (Jamaica Plain) .

## Voir également
- L'anarchisme individualiste aux États-Unis

## Lectures complémentaires
Ronald Creagh (1983). L'Anarchisme aux États-Unis 1826–1896. Coll. Études Anglo-américaines. Pris : Klincksieck.  (ISBN 2864600234). Voir le chapitre 8. William B. Greene et les origines du mouvement anarchiste dans le Massachusetts. pp. 343–398.